# الكراتية
قرية الكراتية هي إحدى القرى التابعة لمركز قوص في محافظة قنا في جمهورية مصر العربية. حسب إحصاءات سنة 2006، بلغ إجمالي السكان في الكراتية 8104 نسمة، منهم 4021 رجل و4083 امرأة.